# شاه‌بوز
شاه‌بوز (به ترکی آذربایجانی: Şahbuz) یک شهر در جمهوری آذربایجان است که در شهرستان شاه‌بوز واقع شده‌است. شاه‌بوز ۳٬۱۲۷ نفر جمعیت دارد.